# آگوستوس او. بیکن
آگوستوس او. بیکن (به انگلیسی: Augustus O. Bacon) سناتور سابق عضو حزب دموکرات ایالات متحده آمریکا بود. وی در سال ۱۸۹۵ تا ۱۹۱۴ میلادی سناتور ایالت جورجیا در سنای ایالات متحده آمریکا بود.